# GameRanger
GameRanger est un logiciel qui fournit un service internet destiné aux ordinateurs de type Macintosh (Mac OS et macOS) et PC sous Windows, développé par GameRanger Technologies. GameRanger permet de jouer en ligne à des jeux multijoueurs et propose également plusieurs fonctionnalités comme un chat et un système de communication.
Il a été développé par Scott Kevill et a d'abord été disponible sur Macintosh en juillet 1999. La même année, GameRanger reçoit un award Best Internet Gaming Achievement de la part de Macworld Magazine. GameRanger est adapté pour Windows en 2008,. En 2015, GameRanger supporte au total plus de 700 jeux, démos jouables et extensions.